# MTV Millennial Awards 2013
MTV Millennial Awards foi realizada no Foro Corona, Cidade do México. A premiação é organizada e transmitida pela MTV Latinoamérica, e é o público que decide pela Internet a lista de indicados em cada categoria.
A primeira edição do MTV MIAW foi transmitida através da internet na página oficial da premiação em 16 de julho e exibida pela TV no domingo, 28 de julho de 2013 na MTV Latinoamérica.

## Categorias
- Ícone digital do ano
- Twitteiro do ano
- Hit chiclete do ano
- Artista Buzz
- Filme de arrepiar
- Desportista mais audaz do milênio
- Vício digital do ano
- Rede Social do ano
- Viral do ano
- Celebridade sem filtro do Instagram
- Superfans do ano
- Jogo do ano
- Melhor série para mover o sofá
- "Bombom" do ano
- "Biscoito" do ano
- Prêmio "Big cola", pensa grande

## Indiciados e Vencedores
Abaixo a lista de indicados. Os vencedores estão em negrito:

### Ícone digital do ano
- Caeli
- El sopitas
- Yuya
- Werevertumorro
- Hola Soy German

### Twitteiro do ano
- Belinda
- Dulce María
- Residente (Calle 13)
- Werevertumorro

### Hit chiclete do ano
- Bruno Mars
- Jesse & Joy
- PSY
- Taylor Swift

### Filme de arrepiar
- Iron Man 3
- Nosotros los Nobles
- Spring Breakers
- Velozes e Furiosos 6

### Desportista mais audaz do ano
- Alejandra Orozco
- Canelo Alvarez
- Checo Perez
- Diego Reyes

### Vício do ano
- Angry Birds Star Wars
- Candy Crush Saga
- Spotify
- WhatsApp

### Rede Social do ano
- Facebook
- Twitter
- Instagram
- Tumblr

### Viral do ano
- Colibritany "Mami Silicon"
- Harlem Shake
- La Cumbia de Goku
- PSY "Gangnam Style

### Celebridade sem filtro no Instagram
- Harry Styles
- Justin Bieber
- Selena Gomez
- Rihanna

### Superfans do ano
- Beliebers: Justin Bieber Colômbia
- Directioners: One Direction Colômbia Fan Club @official1dmex no twitter
- Dulce María: Los Guerreros
- Swifties: Taylor Swift Fan Club Colômbia

### Jogo do ano
- Bioshock Infinite
- FIFA 13
- Injustice: Gods Among Us
- Halo 4

### Melhor série para mover o sofá
- The Big Bang Theory
- Catfish
- Awkward
- The Walking Dead

### "Bombom" do ano
- Canelo Alvarez
- Diego Boneta
- Eleazar Gómez
- Martín Barba

### "Biscoito" do ano
- Belinda
- Danna Paola
- Eiza González
- Jimena Sánchez

### Prêmio "Big cola", pensa grande
- Projeto Buena Nota, Colômbia (Associado com BID Juventude)

Buena Nota, uma organização criada por dois jovens que informa e e conecta os colombianos em torno dos problemas sociais das comunidades e suas soluções, criando redes de empreendedores sociais e voluntários. Hoje, existem mais de 60 empresários apoiados, 5.000 jovens formados voluntário 50.000 horas e 10.000 beneficiários qualificados.
- Projeto Casas de Botellas – México (Associado com Ashoka)

O grupo de Liderança Jovem tinha o sonho de criar casas a partir de resíduos. Em 2010, eles construíram a primeira casa de garrafas em Tlaxcala, México. Este grupo vem dando uma solução para o atraso de habitação, além de utilizar grandes quantidades de garrafas de plástico que é jogado fora e resolver um problema ambiental. Liderança Jovem oferece estas casas a custo muito baixo e estão empenhados em trazer este Ecotechnie a diferentes comunidades, famílias e escolas.
- Projeto Capital Mural, México

Capital Mural busca resgatar os carentes ou negligenciados por meio de embelezamento com diferentes murais de artistas espaços públicos urbanos.
- Projeto Unión Deportiva Por La Paz, El Salvador (Associado com Ashoka)

Este projeto liderado por cinco jovens salvadorenhos, tem como função promover o esporte como uma alternativa saudável para o entretenimento. Até o momento, eles têm impactado mais de quatro mil comunidades salvadorenhas e pessoas com a construção de uma quadra de esportes e desenvolvimento de mais de sete torneios desportivos.

## Ligações Externas
- «Sítio oficial» (em espanhol)